# Papa Benedict al IV-lea
Papa Benedict al IV-lea (n. secolul al IX-lea d.Hr., Roma, Statele Papale – d. iulie 903 d.Hr., Roma, Statele Papale) a fost  papă al Romei din 900 până-n 903. Numele lui înseamnă "cel Binecuvântat (lat.)".
Era de partea papei Formosus decedat în 896 și a fost și implicat în luptele familiilor de nobili din Roma. Ca și predecesorul lui Ioan al IX-lea a confirmat și el legalitatea pontificatului lui Formosus. În februarie 901 Benedict l-a încoronat pe regele langobarzilor,  Ludovic de Bourgogne Inferioară, împărat roman; însă, acesta din urmă a fost repede învins de adversarul lui Berengar I. .
A murit în august 903 la Roma.

## Literatură
- Rudolf Schieffer: Benedikt IV.În: Lexikon des Mittelalters, vol. 1 (1980), col. 1858